# 窟哥
窟哥（?—?），是契丹大贺氏早期的酋长，据《辽史》，窟哥是契丹大贺氏早期的酋长咄罗、摩会的后代。生活在唐太宗时期。
贞观十九年（645年），唐太宗征高句丽路过营州（今辽宁朝阳市），他随唐营州都督张俭攻高句丽，以功拜左武卫将军。贞观二十二年（648年）十一月廿三，窟哥率领所部內屬唐朝。唐太宗以契丹部為松漠都督府（在今赤峰、通辽一带），隶东夷都护府。以窟哥為都督，窟哥是第一任松漠都督。又兼左领军将军、无极县男，赐姓李氏。应唐制改原达稽部为峭落州，纥便部为弹汗州，独活部为无逢州，芬问部为羽陵州，突便部为日连州，芮奚部为徒河州，坠斤部为万丹州，伏部为匹黎、赤山二州，连同松漠本府共十州，以各部首领（辱纥主）为刺史，使契丹在政治上成为唐朝统辖下的地方行政机构。显庆初年，唐高宗拜窟哥为左监门大将军。当时，契丹与中原关系极为密切。窟哥死后，其孙枯莫离为左卫将军、弹汗州刺史，封归顺郡王；李尽忠，为武卫大将军、松漠都督。